# Східний масив (Тернопіль)
Схі́дний маси́в — житловий масив у Тернополі.
Офіційно складається з трьох мікрорайонів - №1, №2 і №4.

## Історія
Масив забудований панельними багатоповерхівками (5-9 поверхів) в 1970-1980-х роках. Назва масиву пов'язана з його розташуванням у східній частині міста.

## Вулиці, проспекти та бульвари
- Проспект Степана Бандери

### Західна частина масиву (приватні будинки)
- Івана Богуна
- Глибока
- Глиняна
- Деповська
- Дівоча
- Дівочий, пров.
- Академіка Станіслава Дністрянського
- Довбуша
- Гетьмана Петра Дорошенка
- Андрія Малишка
- Антона Манастирського
- Євгена Мєшковського
- Нова
- Новосонячна
- Івана Підкови
- Івана Підкови, пров.
- Піскова
- Польова
- Івана Пулюя
- Сонячна
- Василя Стефаника
- Татарська
- Андрія Чайковського
- Степана Шагайди

### Східна частина масиву (багатоповерхівки)
- Бульвар Данила Галицького
- Олександра Довженка
- Героїв Крут
- Клима Савура
- Лесі Українки
- Протасевича
- Слівенська

## Освітні заклади
- Тернопільська загальноосвітня школа № 10
- Тернопільська загальноосвітня школа № 14 імені Богдана Лепкого
- Тернопільська загальноосвітня школа-медичний ліцей № 15
- Тернопільська спеціалізована школа № 17 імені Володимира Вихруща

## Релігія

Церква Матері Божої Неустанної Помочі

- Римо-католицький Костел Божого Милосердя І Божої Матері Неустаної Помочі
- Церква Матері Божої Неустанної Помочі УГКЦ
- Церква Різдва Івана Хрестителя УГКЦ
- Церква Великомучениці Теклі УГКЦ
- Церква Різдва Пресвятої Богородиці ПЦУ
- Церква Ікони Божої Матері Скоропослушниці ПЦУ
- Церква Віри, Надії, Любові і Софії УПЦ МП
- Церква Християн Віри Євангельської